# Panamerikameisterschaft 2016 (Badminton)
Die Panamerikameisterschaften 2016 im Badminton fanden vom 28. April bis zum 1. Mai 2016 in Campinas in Brasilien statt. Es war die 20. Austragung der Titelkämpfe.

## Medaillengewinner
| Disziplin    | Gold | Silber | Bronze |
| ------------ | --- | --- | --- |
| Herreneinzel | Jason Ho-Shue | Artur Silva Pomoceno | Iván León |
| Herreneinzel | Jason Ho-Shue | Artur Silva Pomoceno | Alex Tjong |
| Dameneinzel  | Brittney Tam | Stéphanie Pakenham | Daniela Macías |
| Dameneinzel  | Brittney Tam | Stéphanie Pakenham | Paloma Eduarda da Silva |
| Herrendoppel | Jason Ho-Shue Nyl Yakura | Phillipe Gaumond Maxime Marin | Cristian Araya Iván León |
| Herrendoppel | Jason Ho-Shue Nyl Yakura | Phillipe Gaumond Maxime Marin | Felippe Cury Fonseca Igor Ibrahim |
| Damendoppel  | Michelle Tong Josephine Wu | Paula La Torre Luz María Zornoza | |
| Damendoppel  | Michelle Tong Josephine Wu | Paula La Torre Luz María Zornoza | Daniela Macías Dánica Nishimura |
| Mixed        | Nyl Yakura Brittney Tam | Nathan Osborne Josephine Wu | Dennis Coke Katherine Wynter |
| Mixed        | Nyl Yakura Brittney Tam | Nathan Osborne Josephine Wu | Diego Mini Luz María Zornoza |
| Teams        | Kanada Phil Gaumond Jason Ho-Shue Maxime Marin Toby Ng Nyl Yakura Alexandra Bruce Stéphanie Pakenham Brittney Tam Michelle Tong Josephine Wu | Brasilien Leonardo Alkimin Italo Antonacio Hugo Arthuso Ygor Coelho Artur Silva Pomoceno Luiz Enrique dos Santos Francielton Farias Daniel Paiola Fabio Soares Alex Tjong Thalita Correa Paloma Eduarda dos Santos Ana Paula Campos Sâmia Lima Mariana Pedrol de Freitas Paula Pereira Gabriela Santos Fabiana Silva Lohaynny Vicente Luana Vicente | Peru Bruno Barrueto Mario Cuba Diego Mini Diego Subauste Camila Duany Paula La Torre Daniela Macías Dánica Nishimura Daniela Zapata Luz María Zornoza |

## Mannschaft

### Endrunde
|  | Halbfinale           | Halbfinale           |                      |   | Finale               | Finale               |
|  |                      |                      |                      |   |                      |                      |
|  | Kanada               | 3                    |                      |   |                      |                      |
|  | Jamaika              | 0                    |                      |   |                      |                      |
|  | 26. April 2016 17:00 |                      |                      |   |                      |                      |
|  |                      |                      | 27. April 2016 16:00 |   |                      |                      |
|  | Kanada               | 3                    |                      |   |                      |                      |
|  |                      | Brasilien            | 2                    |   |                      |                      |
|  |                      |                      |                      |   |                      |                      |
|  | Spiel um Platz drei  |                      |                      |   |                      |                      |
|  | 26. April 2016 17:00 | 26. April 2016 17:00 | Jamaika              | 0 |                      |                      |
|  | Peru                 | 1                    | Peru                 | 3 |                      |                      |
|  | Brasilien            | 3                    |                      |   | 27. April 2016 10:00 | 27. April 2016 10:00 |